# Az év játékosa a horvát labdarúgó-bajnokságban
Az év horvát labdarúgója címet, hivatalos nevén a Sportske Novosti Sárga Mez-díjat
1992 óta ítéli oda a Sportske novosti című horvát napilap. A díjat újságírói szavazatok alapján a horvát élvonal adott évben legjobban tartott labdarúgója kapja meg.
Az 1953-ban alapított díjat eredetileg a megszűnt, zágrábi székhelyű Narodni sport nevű sportlap hozta létre, ez időben a jugoszláv ligában játszó, legjobb horvát nemzetiségű játékoskapta meg minden szezon után. 1991, Jugoszlávia felbomlása óta a horvát első osztály idényeinek legjobbjait díjazzák a címmel. 
2010-től csak három játékos nyerte el a díjat többször is, mindegyikük két egymást követő alkalommal nyert:
- Igor Cvitanović (1996, 1997)
- Ivica Olić (2002, 2003)
- Eduardo (2006, 2007)

## A díjazottak

### Ajugoszláv bajnokság idején
| Szezon  | Játékos (Győzelmek száma) | Klub             |
| ------- | ------------------------- | ---------------- |
| 1952–53 | Bernard Vukas (1)         | Hajduk Split     |
| 1953–54 | Stjepan Bobek (1)         | Partizan         |
| 1954–55 | Joško Vidošević (1)       | Hajduk Split     |
| 1955–56 | Ivica Horvat (1)          | Dinamo Zagreb    |
| 1956–57 | Todor Veselinović (1)     | Vojvodina        |
| 1957–58 | Tomislav Crnković (1)     | Dinamo Zagreb    |
| 1958–59 | Bora Kostić (1)           | Crvena zvezda    |
| 1959–60 | Vladimir Beara (1)        | Crvena zvezda    |
| 1960–61 | Milutin Šoškić (1)        | Partizan         |
| 1961–62 | Dražan Jerković (1)       | Dinamo Zagreb    |
| 1962–63 | Vladica Kovačević (1)     | Partizan         |
| 1963–64 | Rudolf Belin (1)          | Dinamo Zagreb    |
| 1964–65 | Vladica Kovačević (2)     | Partizan         |
| 1965–66 | Silvestar Takač (1)       | Vojvodina        |
| 1966–67 | Ivica Osim (1)            | Željezničar      |
| 1967–68 | Dragan Holcer (1)         | Hajduk Split     |
| 1963–64 | Rudolf Belin (2)          | Dinamo Zagreb    |
| 1969–70 | Filip Blašković (1)       | Dinamo Zagreb    |
| 1970–71 | Jure Jerković (1)         | Hajduk Split     |
| 1971–72 | Slobodan Santrač (1)      | OFK Beograd      |
| 1972–73 | Dušan Bajević (1)         | Velež            |
| 1973–74 | Branko Oblak (1)          | Hajduk Split     |
| 1974–75 | Franjo Vladić (1)         | Velež            |
| 1975–76 | Jure Jerković (2)         | Hajduk Split     |
| 1976–77 | Abid Kovačević (1)        | Borac Banja Luka |
| 1977–78 | Nenad Stojković (1)       | Partizan         |
| 1978–79 | Safet Sušić (1)           | Sarajevo         |
| 1979–80 | Vladimir Petrović (1)     | Crvena zvezda    |
| 1980–81 | Zlatko Vujović (1)        | Hajduk Split     |
| 1981–82 | Velimir Zajec (1)         | Dinamo Zagreb    |
| 1983–83 | Dragan Mance (1)          | Partizan         |
| 1983–84 | Zoran Simović (1)         | Hajduk Split     |
| 1984–85 | Predrag Pašić (1)         | Sarajevo         |
| 1985–86 | Nenad Gračan (1)          | Rijeka           |
| 1986–87 | Semir Tuce (1)            | Velež            |
| 1987–88 | Dragan Stojković (1)      | Crvena zvezda    |
| 1988–89 | Miloš Šestić (1)          | Vojvodina        |
| 1989–90 | Aljoša Asanović (1)       | Hajduk Split     |
| 1990–91 | Zvonimir Boban (1)        | Dinamo Zagreb    |

### Ahorvát bajnokság idején
| Év      | Játékos                 | Klub                 |
| ------- | ----------------------- | -------------------- |
| 1992    | Goran Vučević           | Hajduk Split         |
| 1993    | Goran Vlaović           | Croatia Zagreb       |
| 1994    | Mladen Mladenović       | HNK Rijeka           |
| 1995    | Robert Špehar           | NK Osijek            |
| 1996    | Igor Cvitanović         | Croatia Zagreb       |
| 1997    | Igor Cvitanović         | Croatia Zagreb       |
| 1998    | Mario Bazina            | Hrvatski Dragovoljac |
| 1999    | Miljenko Mumlek         | Varteks              |
| 2000    | Ivan Bošnjak            | Cibalia              |
| 2001    | Boško Balaban           | Dinamo Zagreb        |
| 2002    | Ivica Olić              | NK Zagreb            |
| 2003    | Ivica Olić              | Dinamo Zagreb        |
| 2004    | Niko Kranjčar           | Dinamo Zagreb        |
| 2005    | Mladen Bartolović       | NK Zagreb            |
| 2006    | Eduardo                 | Dinamo Zagreb        |
| 2007    | Eduardo                 | Dinamo Zagreb        |
| 2008    | Luka Modrić             | Dinamo Zagreb        |
| 2009    | Mario Mandžukić         | Dinamo Zagreb        |
| 2010    | Senijad Ibričić         | Hajduk Split         |
| 2011    | Ivan Krstanović         | NK Zagreb            |
| 2012    | Anas Sharbini           | Hajduk Split         |
| 2012–13 | Leon Benko (1)          | Rijeka               |
| 2013–14 | Duje Čop (1)            | Dinamo Zagreb        |
| 2014–15 | Gabrijel Boban (1)      | NK Zagreb            |
| 2015–16 | Tino-Sven Sušić (1)     | Hajduk Split         |
| 2016–17 | Franko Andrijašević (1) | Rijeka               |